# برج ۷۷۷
برج ۷۷۷، (به انگلیسی: 777 Tower) آسمان‌خراش ۵۵ طبقه به ارتفاع ۲۲۰ متر، با کاربری اداری-تجاری است، که در شهر لس آنجلس، کالیفرنیا مستقر می‌باشد. پروژه ساخت این ساختمان در سال ۱۹۸۸ آغاز شد و در سال ۱۹۹۱ تکمیل و افتتاح گردید.